# Kathryn Kusner
Kathryn "Kathy" Kusner (née le 21 mars 1940 à Gainesville (Floride)) est une cavalière américaine de saut d’obstacles.

## Carrière
Contrairement à de nombreux cavaliers, Kusner ne vient pas d'un milieu hippique et commence comme lad. En 1960, la Fédération américaine d'équitation la nomme cavalier de l'année. L'année suivante, elle devient de l'équipe américaine. L'équipe remporte la médaille d'or aux Jeux panaméricains de 1963 et d'argent aux Jeux panaméricains de 1967. Après avoir participé aux Jeux olympiques d'été de 1964 et de 1968, elle gagne la médaille d'argent par équipe en 1972.
Parallèlement au saut d'obstacles, Kathryn Kusner mène une carrière de jockey. Alors qu'on lui refuse une licence en raison de son sexe, elle l'obtient grâce au Civil Rights Act de 1964. Elle prend part à des courses de plat et de steeple-chase aux États-Unis.
De plus, elle est cascadeur dans les scènes hippiques du film Disney Le Cheval aux sabots d'or.
Après s'être retiré du milieu hippique, elle devient vice-présidente d'Alpha Instrument Co. Elle dirige des cliniques d'équitation, conçoit des parcours de saut d'obstacles, est experte judiciaire, commentateur sportif et écrivain. En 1999, elle fonde Horses for the Hood, une organisation caritative ayant pour but d'amener à l'équitation les minorités défavorisées.